# Hypohalogénite

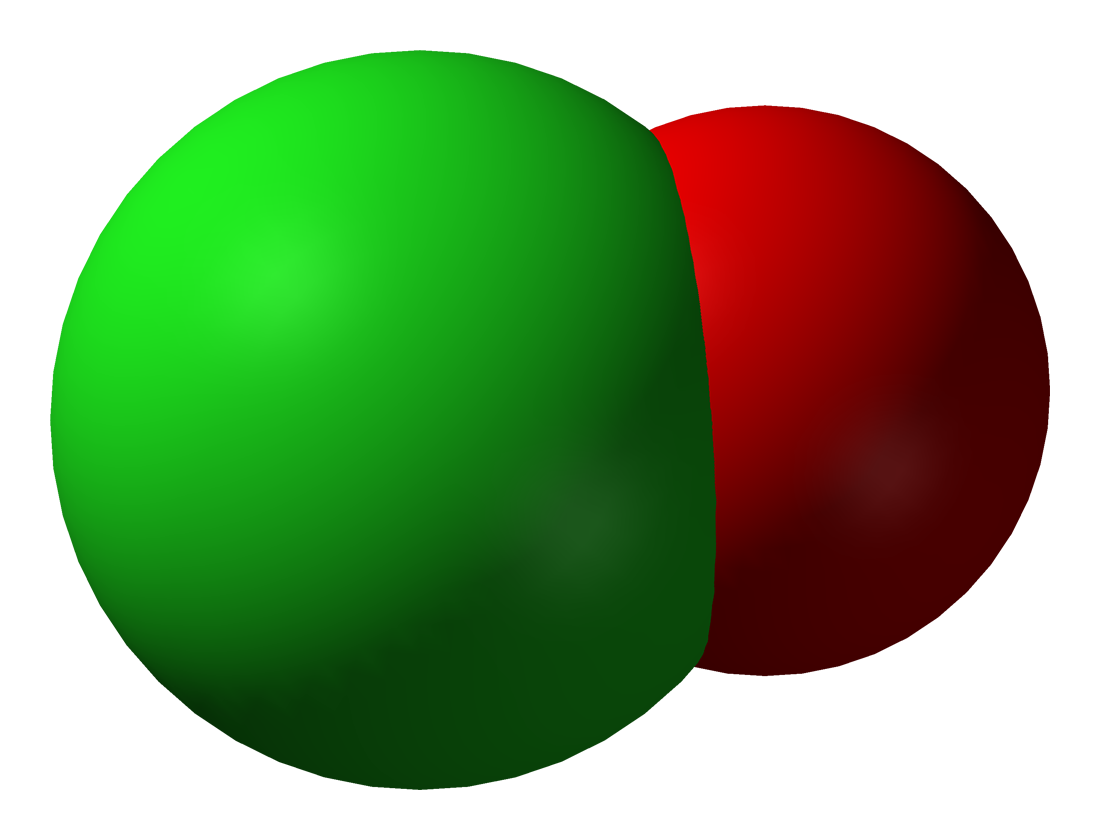
Structure de l'ion hypochlorite ClO−.

Un hypohalogénite est un oxyanion contenant un atome d'halogène à l'état d'oxydation +1. On les rencontre dans les sels d'acides hypohalogéneux, comme l'acide hypochloreux HClO ou l'acide hypobromeux HBrO, par exemple dans l'hypochlorite de sodium NaClO ou l'hypobromite de sodium NaBrO respectivement. 
Les hypochlorites organiques R-OCl sont des composés très instables.
Les hypochlorites sont utilisés pour le blanchiment, la désinfection et l'élimination des odeurs, comme l'eau de Javel, qui est une solution aqueuse d'hypochlorite de sodium NaClO. Les hypobromites sont utilisés comme oxydants en chimie analytique quantitative, par exemple dans la précipitation de sels de manganèse et de nickel. Les autres hypohalogénites n'ont qu'une importance secondaire. On peut relever à ce titre l'hypoiodite de sodium NaIO, utilisé au début du siècle dernier dans diverses expériences d'iodométrie,.